# Zhang Fengliu
Zhang Fengliu (en chino: 张凤柳; Chaoyang, 15 de noviembre de 1989) es una deportista china que compitió en lucha libre.
Participó en los Juegos Olímpicos de Río de Janeiro 2016, obteniendo una medalla de bronce en la categoría de 75 kg. Ganó una medalla de oro en el Campeonato Mundial de Lucha de 2013 y dos medallas de bronce en el Campeonato Asiático de Lucha, en los años 2008 y 2009.

## Palmarés internacional
| Juegos Olímpicos    | Juegos Olímpicos        | Juegos Olímpicos  | Juegos Olímpicos |
| Año                 | Lugar                   | Medalla           | Categoría        |
| ------------------- | ----------------------- | ----------------- | ---------------- |
| 2016                | Río de Janeiro (Brasil) | Medalla de bronce | 75 kg            |
| Campeonato Mundial  |                         |                   |                  |
| Año                 | Lugar                   | Medalla           | Categoría        |
| 2013                | Budapest (Hungría)      | Medalla de oro    | 72 kg            |
| Campeonato Asiático |                         |                   |                  |
| Año                 | Lugar                   | Medalla           | Categoría        |
| 2008                | Jeju (Corea del Sur)    | Medalla de bronce | 67 kg            |
| 2009                | Pattaya (Tailandia)     | Medalla de bronce | 63 kg            |